# Communauté de communes du Pays de Briouze
La communauté de communes du Pays de Briouze est une ancienne communauté de communes française, située dans le département de l'Orne et la région Basse-Normandie.

## Histoire
La communauté de communes du Pays de Briouze est créée par arrêté préfectoral du 18 novembre 1997.
Les communes de Saint-André-de-Briouze et de Saint-Hilaire-de-Briouze ont rejoint la communauté de communes le 1er janvier 2013.
Au 1er janvier 2017, la communauté de communes du Pays de Briouze est dissoute. Ses communes sont partagées entre la communauté d'agglomération Flers Agglo (Briouze, Le Grais, Le Ménil-de-Briouze, Pointel et Sainte-Opportune) et la communauté de communes du Val d'Orne (Craménil, Faverolles, Lignou, Montreuil-au-Houlme, Saint-André-de-Briouze, Saint-Hilaire-de-Briouze et Les Yveteaux).

## Composition
La communauté regroupait douze communes de l'ancien canton de Briouze, intégrée depuis 2015 au canton d'Athis-de-l'Orne :
| Nom                      | Code Insee | Gentilé          | Superficie (km2) | Population (dernière pop. légale) | Densité (hab./km2) |
| ------------------------ | ---------- | ---------------- | ---------------- | --------------------------------- | ------------------ |
| Briouze (siège)          | 61063      | Briouzois        | 17,15            | 1 541 (2014)                      | 90                 |
| Craménil                 | 61137      | Craménilois      | 8,09             | 156 (2014)                        | 19                 |
| Faverolles               | 61158      |                  | 10,57            | 141 (2014)                        | 13                 |
| Le Grais                 | 61195      |                  | 12,21            | 218 (2014)                        | 18                 |
| Lignou                   | 61227      | Lignouséens      | 7,61             | 137 (2014)                        | 18                 |
| Le Ménil-de-Briouze      | 61260      |                  | 21,39            | 561 (2014)                        | 26                 |
| Montreuil-au-Houlme      | 61290      | Montreuilais     | 7,82             | 138 (2014)                        | 18                 |
| Pointel                  | 61332      | Pointellais      | 7,52             | 313 (2014)                        | 42                 |
| Saint-André-de-Briouze   | 61361      | Saint-Andréens   | 12,21            | 200 (2014)                        | 16                 |
| Saint-Hilaire-de-Briouze | 61402      | Saint-Hilairiens | 13,63            | 323 (2014)                        | 24                 |
| Sainte-Opportune         | 61436      | Opportuniens     | 8,46             | 242 (2014)                        | 29                 |
| Les Yveteaux             | 61512      |                  | 5,79             | 103 (2014)                        | 18                 |

## Administration
| Période      | Période       | Identité             | Étiquette | Qualité                     |
| ------------ | ------------- | -------------------- | --------- | --------------------------- |
| janvier 1998 | octobre 2004  | Jacques de Malglaive |           | Maire du Grais              |
| octobre 2004 | mars 2008     | André Le Secq        |           | Maire des Yveteaux          |
| mars 2008    | avril 2014    | Guy Douté            | UMP       | Maire adjoint de Briouze    |
| avril 2014   | décembre 2016 | Bruno Auvray         |           | Agriculteur, maire du Grais |